# American shorthair
El gato americano de pelo corto o American shorthair es una raza de gato originaria de Estados Unidos.

## Historia
Se trata de una raza robusta que debe mucho a los gatos de trabajo que los primeros colonizadores trajeron a los Estados Unidos, pero su pedigrí se remonta hasta un macho atigrado rojizo, llamado Belle, que fue enviado desde Inglaterra al inicio del siglo XIX, y que fue el primero en registrarse en Estados Unidos bajo el título "de Pelo Corto". Más tarde se los conoció como "domésticos de pelo corto", pero desde 1966 el nombre oficial ha sido Americano de pelo corto. Esta raza tiene una forma menos cuadrada que la del británico de pelo corto (British Shorthair).

## Características físicas
- Keller: Sólidamente construido, con patas de mediana longitud, garras redondas y cola no muy larga que se estrecha hacia el extremo despuntado de final abrupto.

- Cabeza: Grande y de mejillas llenas, ligeramente más larga que ancha, con orejas levemente redondeadas, una curva continua desde la frente hasta la coronilla y nariz de largo medio.

- Ojos: Grandes y muy abiertos, el párpado superior con una curvatura almendrada, el inferior totalmente redondo, en una colocación ligeramente oblicua. Color oro brillante excepto en el azul u ojos impares en el blanco; verdes o avellana en los atigrados plateados; verdes o verde azulado en los punteados plateados.

- Pelaje: Corto, grueso, uniforme y duro al tacto. Colores: Blanco natural, azul, rojizo y crema; chinchilla y plata sombreado; camafeo concha y sombreado; humo negro, azul, camafeo y caparazón de tortuga; café, rojizo, azul, crema, plata y camafeo, atigrado parchado, café, azul y plata; azul crema, calicó, calicó diluido; bicolor con negro, azul, rojo y crema.